# Młynarzowe Widły
Młynarzowe Widły (słow. Mlynárove vidly, 2038 m lub ok. 2050 m) – turnia w masywie Młynarza w słowackich Tatrach Wysokich. Znajduje się na końcu krótkiej grani, która od Widłowego Zwornika biegnie w kierunku południowo-wschodnim, ku Dolinie Ciężkiej. Od punktu kulminacyjnego tej grańki, Niżniej Widłowej Turni, oddzielona jest szerokim siodłem Widłowego Przechodu.
Ku Dolinie Ciężkiej opada z Młynarzowych Wideł potężna ściana o wystawie południowo-wschodniej. Jej wysokość według Cywińskiego wynosi około 390 m, Łoziński ocenił ją na 350 m, a Skłodowski – 250 m. Po obu stronach ściany znajdują się wybitne filary. Boczna ściana lewego filara wznosi się nad Żlebem za Widłę (żlebem Młynarzowej Przełęczy). Prawy filar wznosi się nad Żlebem pod Widłę, przez Cywińskiego nazywanym Widłowym Żlebem. Dolną część ściany Młynarzowych Wideł przecina poziomy zachód, łatwo osiągalny spod Żlebu za Widłę, zwężający się w prawej części i zanikający na prawym filarze ściany. Prawdopodobnie istnienie tego zachodu uwzględnił Skłodowski podając mniejszą wysokość ściany. Poniżej zachodu ścianę tworzy pas wygładzonych przez lodowce płyt o wysokości około 80 m. W górnej części ściany znajdują się liczne okapy. Ściana Młynarzowych Wideł jest popularnym celem dla taterników, poprowadzono tu wiele trudnych dróg wspinaczkowych.
Jako pierwsi południowo-wschodnią ścianę Młynarzowych Wideł przeszli František Plšek i Čestmír Harníček 20 sierpnia 1951 r.
Stosowane są niekiedy inne warianty nazwy – Młynarzowe Widła lub Młynarzowa Widła.

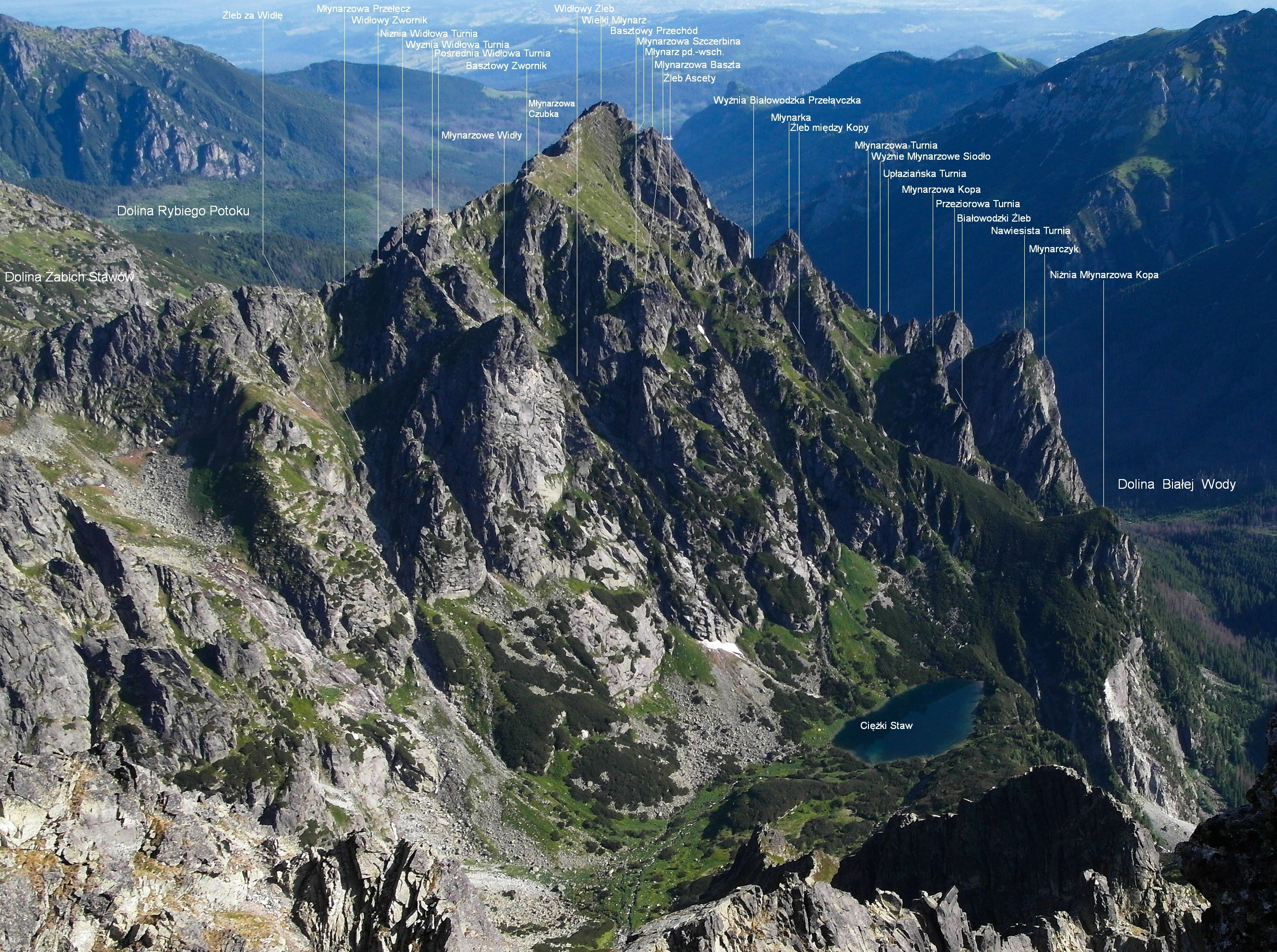
Położenie Młynarzowych Wideł w masywie Młynarza